# Liste der Monuments historiques in Sandaucourt
Die Liste der Monuments historiques in Sandaucourt führt die Monuments historiques in der französischen Gemeinde Sandaucourt auf.

## Liste der Immobilien
| Bezeichnung            | Beschreibung                    | Standort               | Kennzeichnung | Schutzstatus   | Datum | Bild           |
| ---------------------- | ------------------------------- | ---------------------- | ------------- | -------------- | ----- | -------------- |
| Château de Sandaucourt | aus dem 16. und 17. Jahrhundert | Rue du Château (Lage)  | PA00107292    | Classé Inscrit | 1980  | weitere Bilder |
| Wegekreuz              | Stein, 16. Jahrhundert          | Rue de la Halle (Lage) | PA00107293    | Classé         | 1908  |                |

## Liste der Objekte
| Bezeichnung                | Beschreibung                                     | Standort                         | Kennzeichnung | Schutzstatus | Datum | Bild |
| -------------------------- | ------------------------------------------------ | -------------------------------- | ------------- | ------------ | ----- | ---- |
| Skulptur Heiliger Antonius | Stein, farbig gefasst, Ende des 15. Jahrhunderts | in der Kirche St-Ludomier (Lage) | PM88000891    | Classé       | 1961  |      |
| Linker Seitenaltar         | Stein, farbig gefasst, 16. Jahrhundert           | in der Kirche St-Ludomier (Lage) | PM88000889    | Classé       | 1905  |      |
| Weihwasserbecken           | Gusseisen, 16. Jahrhundert                       | in der Kirche St-Ludomier (Lage) | PM88000890    | Classé       | 1907  |      |
| Skulptur Heilige Barbara   | Stein, farbig gefasst, Ende des 15. Jahrhunderts | in der Kirche St-Ludomier (Lage) | PM88000892    | Classé       | 1961  |      |